# Aigialosaurus
Famille
Genre
Aigialosaurus (« lézard du bord de la mer ») est un genre éteint de Varanoidea appartenant à la famille des Aigialosauridae dont il est l'espèce type. Ses restes ont été retrouvés en Europe dans des sédiments datant du Crétacé supérieur. On le considère comme un mosasaure très primitif qui ne s'est pas adapté[précision nécessaire] comme ses cousins. Certains paléontologues le considèrent comme n'appartenant pas à la super-famille des Mosasauria[citation nécessaire].